# Parchi nazionali della Cina
Nella Repubblica popolare cinese, il parco nazionale (guojia gongyuan=国家公园) viene ufficialmente indicato con cinese Guojiaji Fengjing Mingshengqu=国家级风景名胜区 (Aree naturalistiche e storiche di interesse nazionale). Il logo dei parchi cinese porta questa dicitura.
Attualmente la Cina conta 187 parchi nazionali . La superficie protetta spesso supera quella del singolo parco. Come nel caso del Parco nazionale di Taihu/太湖国家级风景名胜区 (con complessivi：3,091 km²) è suddiviso in 13 zone paesaggistiche: Mudu/木渎, Shihu/石湖, Guangfu/光福, Dongshan/东山, Xishan/西山, Luzhi/甪直, Tongli/同里, Yushan Hill/虞山, Meiliang Lake/梅粱湖, Lake Lihu/蠡湖, Xihui/锡惠, Mashan/马山, Yangxian/阳羡, più due altre aree isolate: Taibo Temple/泰伯庙 e Taibo Tomb/泰伯墓, nei pressi di Suzhou e Wuxi.

## Elenco dei parchi nazionali cinesi
- Tutelati dall'8 novembre 1982 
  - Badaling e Tombe della dinastia Ming, Pechino
  - Località montana di Chengde, Hebei
  - Parco nazionale di Beidaihe, Hebei
  - Parco nazionale del Monte Wutai, Shanxi
  - Parco nazionale del Monte Heng, Hunyuan, Shanxi
  - Parco nazionale dei monti Qian, Liaoning
  - Parco nazionale del lago Jingbo, Heilongjiang
  - Parco nazionale di Wudalianchi, Heilongjiang
  - Tai Hu, Jiangsu
  - Parco nazionale della Montagna Purpurea, Jiangsu
  - Parco nazionale del Lago dell'Ovest, Zhejiang
  - Parco nazionale di Fuchunjiang-Xin'anjiang, Zhejiang
  - Parco nazionale di Yandangshan, Zhejiang
  - Parco nazionale di Putuoshan, Zhejiang
  - Parco nazionale di Huangshan, Anhui
  - Parco nazionale di Jiuhuashan, Anhui
  - Parco nazionale di Tianzhushan, Anhui
  - Parco nazionale del Monte Wuyi, Fujian
  - Parco nazionale Lushan, Jiangxi
  - Parco nazionale di Jinggangshan, Jiangxi
  - Parco nazionale del Monte Tai, Shandong
  - Parco nazionale di Qingdao Laoshan, Shandong
  - Parco nazionale di Jigongshan, Henan
  - Parco nazionale delle Grotte di Longmen, Henan
  - Parco nazionale di Songshan, Henan
  - Parco nazionale di Wuhan Donghu, Hubei
  - Parco nazionale dei Monti Wudang, Hubei
  - Parco nazionale di Hengshan, Hengyang, Hunan
  - Parco nazionale di Zhaoqing Xinghu, Guangdong
  - Parco nazionale del fiume Lijiang, Guangxi
  - Parco nazionale delle tre gole Changjiang Sanxia, Chongqing/Hubei
  - Parco nazionale di Chongqing Jinyunshan, Chongqing
  - Parco nazionale del Monte Emei, Sichuan
  - Parco nazionale di Huanglong e Valle del Jiuzhaigou, Sichuan
  - Monte QinchengSistema di irrigazione del Dujiangyan, Sichuan
  - Parco nazionale di Jianmen Shudao, Sichuan
  - Parco nazionale di Huangguoshu, Guizhou
  - Parco nazionale di Shilin, Yunnan
  - Parco nazionale di Dali, Yunnan
  - Parco nazionale di Xishuangbanna, Yunnan
  - Parco nazionale di Huashan, Shaanxi
  - Parco nazionale di Lintong Lishan, Shaanxi
  - Grotte di Maijishan, Gansu
  - Parco nazionale di Tianshan, Xinjiang
- Tutelati dal 1º agosto 1988
  - Yeshanpo National Park, Hebei
  - Cangyanshan National Park, Hebei
  - Huanghe Hukou Pubu National Park, Shanxi/Shaanxi
  - Fiume Yalu, Liaoning
  - Jinshitan National Park, Liaoning
  - Xingcheng Haibin National Park, Liaoning
  - Dalian Haibin-Lüshunkou National Park, Liaoning
  - Songhuahu National Park, Jilin
  - "Badabu"-Jingyuetan National Park, Jilin
  - Yuntaishan National Park, Jiangsu
  - Shugang Shouxihu National Park, Jiangsu
  - Tiantaishan National Park, Tiantai, Zhejiang
  - Shengsi Liedao National Park, Zhejiang
  - Nanxijiang National Park, Zhejiang
  - Langyashan National Park, Anhui
  - Qingyuanshan National Park, Fujian
  - Gulangyu-Wanshishan National Park, Fujian
  - Taimushan National Park, Fujian
  - Monte Sanqing, Jiangxi
  - Longhushan National Park, Jiangxi
  - Jiaodong Bandao Haibin National Park, Shandong
  - Dahongshan National Park, Hubei
  - Wulingyuan, Hunan
  - Yueyanglou Dongtinghu National Park, Hunan
  - Xiqiaoshan National Park, Guangdong
  - Danxiashan National Park, Guangdong
  - Guiping Xishan National Park, Guangxi
  - Huashan National Park, Guangxi
  - Jinfoshan National Park, Chongqing
  - Kanggar Mountains National Park, Sichuan
  - Shunan Zhuhai National Park, Sichuan
  - Zhijindong National Park, Guizhou
  - Wuyanghe National Park, Guizhou
  - Hongfenghu National Park, Guizhou
  - Longgong National Park, Guizhou
  - Sanjiangbingliu National Park, Yunnan
  - Kunming Dianchi National Park, Yunnan
  - Lijiang Yulong Xueshan National Park, Yunnan
  - Yarlong He National Park, Tibet
  - Xixia Wangling National Park, Ningxia
- Tutelati dal 10 gennaio 1994
  - Panshan National Park, Tientsin
  - Zhangshiyan National Park, Hebei
  - Beiwudangshan National Park, Shanxi
  - Wulaofeng National Park, Shanxi
  - Fenghuangshan National Park, Liaoning
  - Benxi Shuidong National Park, Liaoning
  - Moganshan National Park, Zhejiang
  - Xuedoushan National Park, Zhejiang
  - Shuanglong National Park, Zhejiang
  - Xiandu National Park, Zhejiang
  - Qiyunshan National Park, Anhui
  - Taoyuandong-Linyin Shilin National Park, Fujian
  - Taining National Park, Fujian (name change effective September 12, 2008. Original name: Jinhu NP)
  - Yuanyangxi National Park, Fujian
  - Haitan National Park, Fujian
  - Guanzhishan National Park, Fujian
  - Wangwushan-Yuntaishan National Park, Henan
  - Longzhong National Park, Hubei
  - Jiugongshan National Park, Hubei
  - Shaoshan National Park, Hunan
  - Sanya Redai Haibin National Park, Hainan
  - Simianshan National Park, Chongqing
  - Xiling Xueshan National Park, Sichuan
  - Siguniangshan National Park, Sichuan
  - Libo Zhangjiang National Park, Guizhou
  - Chishui National Park, Guizhou
  - Malinghe Xiagu National Park, Guizhou
  - Tengchong Dire Huoshan National Park, Yunnan
  - Ruilijiang-Dayingjiang National Park, Yunnan
  - Jiuxiang National Park, Yunnan
  - Jianshui National Park, Yunnan
  - Baoji Tiantaishan National Park, Shaanxi
  - Kongtongshan National Park, Gansu
  - Mingshashan-Yueyaquan National Park, Gansu
  - Qinghaihu National Park, Qinghai
- Tutelati dal 17 maggio 2002
  - Shihuadong National Park, Pechino
  - Xibaipo-Tianguishan National Park, Hebei
  - Kongshan Baiyundong National Park, Hebei
  - Zalantun National Park, Mongolia Interna
  - Qingshangou National Park, Liaoning
  - Yiwulüshan National Park, Liaoning
  - Xianjingtai National Park, Jilin
  - Fangchuan National Park, Jilin
  - Jianglangshan National Park, Zhejiang
  - Xianju National Park, Zhejiang
  - Huanjiang-Wuxie National Park, Zhejiang
  - Caishi National Park, Anhui
  - Chaohu National Park, Anhui
  - Huashan Miku-Jianjiang National Park, Anhui
  - Gushan National Park, Fujian
  - Yuhuadong National Park, Fujian
  - Xiannühu National Park, Jiangxi
  - Sanbaishan National Park, Jiangxi
  - Boshan National Park, Shandong
  - Qingzhou National Park, Shandong
  - Shirenshan National Park, Henan
  - Lushui National Park, Hubei
  - Yuelushan National Park, Hunan
  - Langshan National Park, Hunan
  - Baiyunshan National Park, Guangdong
  - Huizhou Xihu National Park, Guangdong
  - Furongjiang National Park, Chongqing
  - Shihai Dongxiang National Park, Sichuan
  - Qionghai-Luojishan National Park, Sichuan
  - Huangdiling National Park, Shaanxi
  - Kumtag Shamo National Park, Xinjiang
  - Bosten Hu National Park, Xinjiang
- Tutelati dal 13 gennaio 2004
  - Sanshan National Park, Jiangsu
  - Fangyan National Park, Zhejiang
  - Baizhangji-Feiyunhu National Park, Zhejiang
  - Taijidong National Park, Anhui
  - Shibachongxi National Park, Fujian
  - Qingyunshan National Park, Fujian
  - Meiling-Tengwangge National Park, Jiangxi
  - Guifeng National Park, Jiangxi
  - Linlüshan National Park, Henan
  - Mengdonghe National Park, Hunan
  - Taohuayuan National Park, Hunan
  - Luofushan National Park, Guangdong
  - Huguangyan National Park, Guangdong
  - Tiankeng Difeng National Park, Chongqing
  - Bailonghu National Park, Sichuan
  - Guangwushan-Nuoshuihe National Park, Sichuan
  - Tiantaishan National Park, Qionglai, Sichuan
  - Longmenshan National Park, Sichuan
  - Duyun Doupengshan-Jianjiang National Park, Guizhou
  - Jiudongtian National Park, Guizhou
  - Jiulongdong National Park, Guizhou
  - Liping Dongxiang National Park, Guizhou
  - Puzhehei National Park, Yunnan
  - Alu National Park, Yunnan
  - Heyang Qiachuan National Park, Shaanxi
  - Parco nazionale del lago Sayram, Xinjiang
- Tutelati dal 31 dicembre 2005
  - Fangshan-Changyu Dongtian National Park, Zhejiang
  - Huatinghu National Park, Anhui
  - Gaoling-Yaoli National Park, Jiangxi
  - Wugongshan National Park, Jiangxi
  - Yunjushan-Zhelinhu National Park, Jiangxi
  - Qingtianhe National Park, Henan
  - Shennongshan National Park, Henan
  - Ziquejie Titian-Meishan Longgong National Park, Hunan
  - Dehang National Park, Hunan
  - Ziyun Getuhe Chuandong National Park, Guizhou